# Gonioryctus latus
Gonioryctus latus är en skalbaggsart som beskrevs av Sharp 1878. Gonioryctus latus ingår i släktet Gonioryctus och familjen glansbaggar.

## Underarter
Arten delas in i följande underarter:
- G. l. latus
- G. l. dubius